# Cairo Time
Cairo Time es una película de 2012 dirigida por el director Ruba Nadda. Esta película ganó el premio "Mejor Película Canadiense" en el Festival Internacional de Cine de Toronto.

## Sinopsis
Un drama romántico sobre una breve e inesperada historia de amor que toma a dos personas completamente desprevenidas.

## Elenco
- Patricia Clarkson ... Juliette Grant
- Alexander Siddig ... Tareq Khalifa
- Elena Anaya ... Kathryn
- Tom McCamus ... Mark
- Amina Annabi ... Yasmeen
- Andrew Cullen ... Jim
- Mona Hala ... Jameelah
- Fadia Nadda ... Hanan

## Recepción
En Rotten Tomatoes tiene un 81% a partir de agosto de 2010.